# Valeri Nikitine
Pour les articles homonymes, voir Nikitine.
Valeri Aleksandrovitch Nikitine - en russe : Валерий Александрович Никитин - (né le 20 juin 1939 à Moscou en URSS - mort le 13 janvier 2002) est un joueur professionnel russe de hockey sur glace.

## Carrière de joueur
Durant sa carrière professionnelle, il a évolué dans le championnat d'URSS avec le Khimik Voskressenk entre 1956 et 1974. Il termine avec un bilan de 510 matchs et 134 buts en élite.

## Carrière internationale
Il a représenté l'URSS à 43 reprises (3 buts) sur une période de huit saisons entre 1968 et 1990. Il a participé à deux éditions des championnats du monde pour un bilan de deux médailles d'or.

## Statistiques
Pour les significations des abréviations, voir Statistiques du hockey sur glace.

### En équipe nationale
| Année | Équipe | Compétition |   | PJ | B | A | Pts | Pun           |  | Résultats |
| 1967  | URSS   | CM          | 7 | 0  | 4 | 4 | 4   | Médaille d'or |  |           |
| 1970  | URSS   | CM          | 9 | 1  | 5 | 6 | 0   | Médaille d'or |  |           |